# Dòng nhớ
Dòng nhớ là một bộ phim truyền hình được thực hiện bởi Sóng Vàng do Trương Dũng làm đạo diễn. Phim được chuyển thể từ vở kịch cùng tên của tác giả Ngô Phạm Hạnh Thúy. Phim phát sóng vào lúc 20h00 từ thứ 2 đến thứ 7 hàng tuần bắt đầu từ ngày 30 tháng 9 năm 2016 và kết thúc vào ngày 8 tháng 11 năm 2016 trên kênh THVL1.

## Nội dung
Ngày nhỏ, Ân sống cùng gia đình bằng nghề đánh bắt cá. Trong một cơn bão lớn, cha Hiền đã hy sinh để cứu gia đình Ân. Vì mang ơn, mẹ Ân (bà Hai) hứa gả Hiền cho Ân khi hai đứa trưởng thành, nhưng Ân chỉ xem Hiền là bạn.
Lớn lên, trong một chuyến công tác, Ân cứu được Thà – một người phụ nữ từng có chồng và con, nhưng đứa bé đã không may rơi xuống sông mất tích. Dần dần, Ân và Thà nảy sinh tình cảm. Tuy nhiên, bà Hai phản đối vì muốn giữ lời hứa với Hiền. Đến ngày cưới, Ân bỏ trốn theo Thà. Sau đó, Thà mang thai.
Bà Hai giả bệnh để dụ Ân về rồi cùng cậu Út lập kế chuốc say Ân, khiến Ân qua đêm với Hiền. Hiền có thai, nhưng khi Ân trở về đối mặt, cô bị ngã mất con và vĩnh viễn không thể sinh nở. Lợi dụng tình cảnh này, bà Hai cầu xin Thà trao con và rời xa Ân, thậm chí giả chết để Ân không đi tìm nữa. Thương con, Thà đành chấp nhận.
Cuộc sống dần trở lại bình thường, cậu Út Ân và cô Tư Mắm chuẩn bị làm lễ cưới thì bà Hai đột ngột qua đời. Trong ngày giỗ bà Hai, Thà lén ra mộ thăm, bị Ân và Hiền bắt gặp. Dù không còn ai ngăn cấm, Thà vẫn quyết định rời đi. Khi đến bờ sông, cô bất tỉnh. Tỉnh dậy trong bệnh viện, Thà trở nên điên loạn.
Con trai Thà – Nghĩa, lúc nhỏ rất quý mến Thà nhưng lớn lên bị bạn bè trêu chọc nên dần xa cách và không biết sự thật về thân thế của mình. Nghĩa yêu Huệ, con gái một trùm buôn lậu, nhưng cô bị cha ép gả cho Hải – tay sai đắc lực của ông. Ghen tức, Hải sai người đâm Nghĩa, nhưng Thà kịp thời cứu con.
Nhận ra Thà biết chuyện dù gia đình đã giấu kín, Ân bắt đầu nghi ngờ cô giả điên. Một lần gặp lại bên mộ bà Hai, Thà thừa nhận tất cả và xin Ân giữ bí mật. Tuy nhiên, Nghĩa vô tình phát hiện Ân lén gặp Thà, hiểu lầm cô là kẻ phá hoại hạnh phúc gia đình, liền đuổi cô đi. Đau lòng, Thà chèo thuyền ra biển giữa cơn bão.
Khi biết sự thật, Hiền nói cho Nghĩa biết Thà chính là mẹ ruột cậu. Trong lúc đó, Ân chết trong uất ức. Nghĩa và Hiền tìm kiếm Thà khắp nơi nhưng vô vọng. Hai năm sau, khi đến viếng mộ Ân, họ bất ngờ gặp lại Thà. Cả ba ôm chầm lấy nhau, bao đau thương dường như tan biến theo dòng nước của thời gian.

## Diễn viên
- Vân Trang trong vai Thà
- Hoàng Anh trong vai Ân
- Thanh Hiền trong vai Hiền[3]
- Thanh Nam trong vai Cậu Út
- Bích Hằng trong vai Bà Tư Mắm
- Diễm Kiều trong vai Bà Hai
- Hà Trí Quang trong vai Toàn
- Hoàng Tây trong vai Nghĩa
- Thành Đạt trong vai Hải
- Diễm Trinh trong vai Bà Tám Lành
- Quách Hữu Lộc trong vai Hai Hợi
- Hà Minh Ngọc trong vai Diệp
- Thanh Hoa trong vai Huệ

Cùng một số diễn viên khác....

## Tỉ suất người xem
| Tập | Ngày phát sóng | Tỉ suất người xem (Khu vực Thành phố Hồ Chí Minh) | Xếp hạng |
| 1   | 30/9/2016      | 13,83%                                            | hạng 3   |
| 2   | 1/10/2016      | 11,99%                                            | hạng 4   |
| 3   | 3/10/2016      | 12,74%                                            | hạng 3   |
| 4   | 4/10/2016      | 12,97%                                            | hạng 4   |
| 5   | 5/10/2016      | 12,40%                                            | hạng 4   |
| 6   | 6/10/2016      | 12,55%                                            | hạng 4   |
| 7   | 7/10/2016      | 11,97%                                            | hạng 4   |
| 8   | 8/10/2016      | 13,81%                                            | hạng 3   |
| 9   | 10/10/2016     | 14,46%                                            | hạng 3   |
| 10  | 11/10/2016     | 14,99%                                            | hạng 3   |
| 11  | 12/10/2016     | 13,51%                                            | hạng 3   |
| 12  | 13/10/2016     | 13,77%                                            | hạng 4   |
| 13  | 14/10/2016     | 14,92%                                            | hạng 4   |
| 14  | 15/10/2016     | 14,70%                                            | hạng 3   |
| 15  | 17/10/2016     | 13,57%                                            | hạng 3   |
| 16  | 18/10/2016     | 14,57%                                            | hạng 3   |
| 17  | 19/10/2016     | 18,44%                                            | hạng 2   |
| 18  | 20/10/2016     | 17,92%                                            | hạng 2   |
| 19  | 21/10/2016     | 17,58%                                            | hạng 2   |
| 20  | 22/10/2016     | 16,57%                                            | hạng 2   |
| 21  | 24/10/2016     | 16,05%                                            | hạng 3   |
| 22  | 25/10/2016     | 17,12%                                            | hạng 3   |
| 23  | 26/10/2016     | 18,23%                                            | hạng 2   |
| 24  | 27/10/2016     | 17,67%                                            | hạng 2   |
| 25  | 28/10/2016     | 15,89%                                            | hạng 3   |
| 26  | 29/10/2016     | 16,86%                                            | hạng 2   |
| 27  | 31/10/2016     | 15,85%                                            | hạng 3   |
| 28  | 1/11/2016      | 17,18%                                            | hạng 3   |
| 29  | 2/11/2016      | 15,89%                                            | hạng 3   |
| 30  | 3/11/2016      | 19,13%                                            | hạng 2   |
| 31  | 4/11/2016      | 15,64%                                            | hạng 3   |
| 32  | 5/11/2016      | 16,72%                                            | hạng 2   |
| 33  | 7/11/2016      | 19,54%                                            | hạng 2   |
| 34  | 8/11/2016      | 19,03%                                            | hạng 2   |

     Tập phim có tỉ suất người xem cao nhất
     Tập phim có tỉ suất người xem thấp nhất

## Nhạc phim
- Ca khúc chủ đề: "Người ơi ước hẹn kiếp mai" của Đào Anh Thư

## Giải thưởng
| Năm  | Giải thưởng    | Hạng mục                 | (Người) đề cử | Kết quả       | Tham khảo |
| ---- | -------------- | ------------------------ | ------------- | ------------- | --------- |
| 2016 | Giải Cánh diều | Phim truyện truyền hình  | —             | Cánh diều Bạc | [ 4 ]     |
| 2016 | Giải Mai Vàng  | Nữ diễn viên truyền hình | Vân Trang     | Đề cử         | [ 5 ]     |